# Helmut Wahler
Helmut Wahler (* 31. August 1934) ist ein ehemaliger deutscher Fußballspieler.

## Karriere
Der Flügelspieler Wahler rückte gemeinsam mit seinem Sturmpartner Manfred Ruoff aus der Jugend des TSG Ulm 1846 in die erste Mannschaft des Vereins auf. Bereits im ersten Jahr gelang ihm mit den Ulmern der Aufstieg 1952 in die Oberliga Süd. Jedoch kam er als Nachwuchsspieler in der folgenden Spielzeit nicht zum Einsatz und der Verein stieg wieder ab. Nach dem Wiederaufstieg 1958 konnte Wahler in der Saison 1958/59 30 Spiele und 10 Tore in der höchsten Spielklasse verbuchen. Zur nachfolgenden Saison wechselte er zu den Stuttgarter Kickers. Dort kam Wahler in 20 Oberliga-Spielen zum Einsatz und erzielte dabei 6 Tore.